# Vogošća
Vogošća è un comune della Federazione di Bosnia ed Erzegovina situato nel Cantone di Sarajevo con 27.816 abitanti al censimento 2013 situato a circa 6 km dalla capitale.

## Località
Il comune è formato dall'insieme delle seguenti località:
- Vogošća I
- Vogošća II
- Blagovac
- Hotonj
- Kobilja
- Glava
- Semizovac
- Svrake Gora